# 축구 시즌
축구에서 시즌은 대개 춘추제와 추춘제로 나누어진다.
춘추제는 일정이 봄에 시작하여 가을에 끝나는 시즌으로 아시아와 북미 국가 등의 축구 리그에서 시행되고 있다. 
유럽 국가 중에서는 노르웨이, 스웨덴, 핀란드, 아일랜드가 춘추제를 시행하고 있다.
반면 추춘제는 일정이 가을에 시작하여 이듬해 봄에 끝나는 시즌으로 유럽 국가 등의 축구 리그에서 시행되고 있다.

## 같이 보기
- 시즌